# Eisothistos petrensis
Eisothistos petrensis là một loài chân đều trong họ Expanathuridae. Loài này được Kensley miêu tả khoa học năm 1984.